# Negação de Pedro

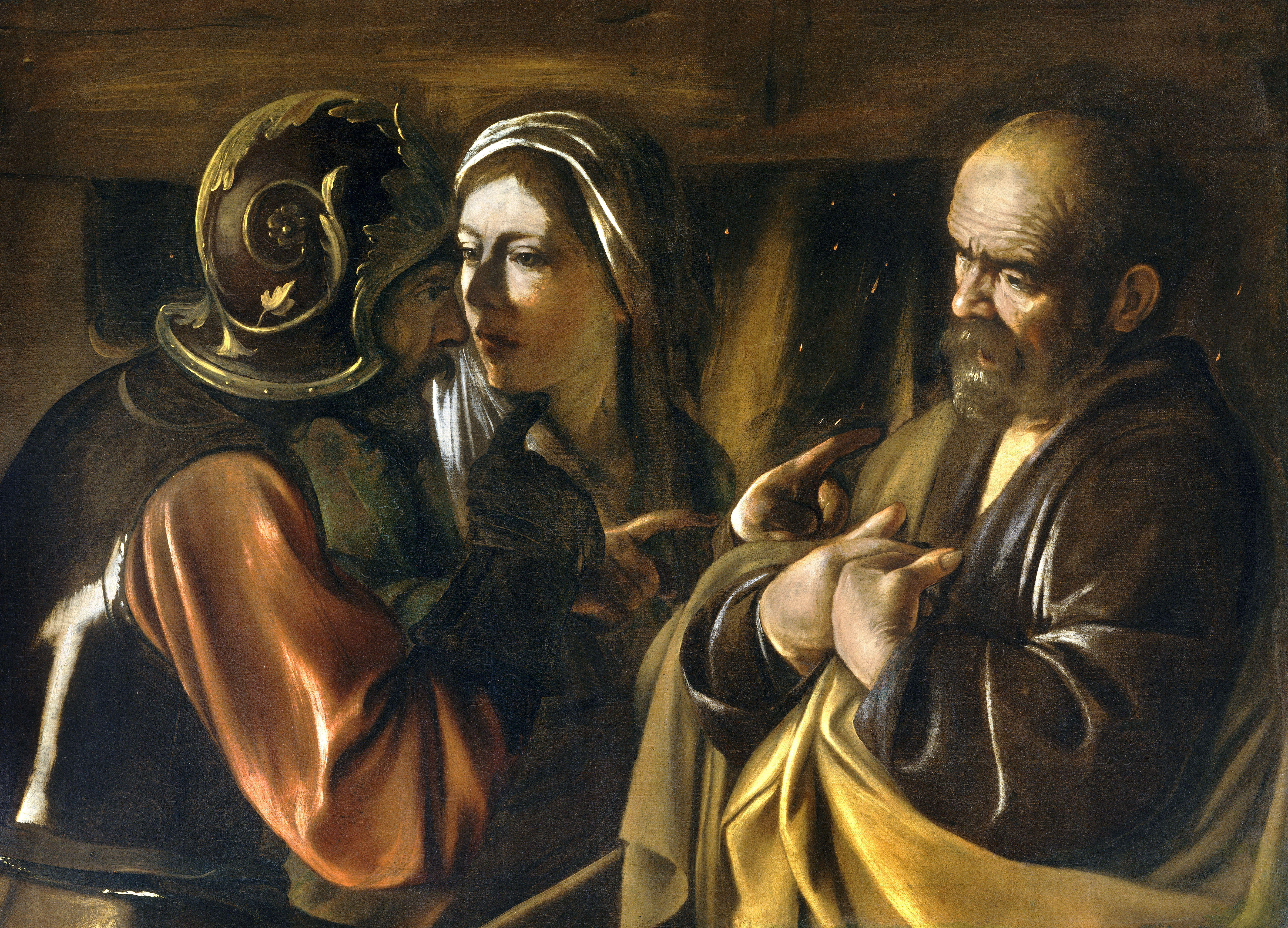
A Negação de Pedro.
1610. Por Caravaggio, atualmente no Metropolitan Museum of Art, em Nova Iorque.

Negação de Pedro foi o episódio no qual Pedro negou por três vezes conhecer Jesus, descrito em todos os quatro Evangelhos do Novo Testamento.
Todos eles relatam que, durante a Última Ceia com seus apóstolos, Jesus profetizou que Pedro iria negar conhecê-lo, afirmando que ele o renegaria antes que o galo cantasse na manhã seguinte. Após a prisão de Jesus, Pedro de fato negou conhecer Jesus três vezes, mas, após a terceira, ele ouviu o galo e se lembrou da profecia quando Jesus se virou e olhou diretamente para ele. Pedro então começou a chorar amargamente. Este incidente final é conhecido como o Arrependimento de Pedro e ambos os incidentes foram retratados inúmeras vezes na arte cristã.
O evento aparece nos quatro evangelhos canônicos em Lucas 22 (Lucas 22:54–62), Marcos 14 (Marcos 14:66–72), Mateus 26 (Mateus 26:69–75) e João 18 (João 18:25–27).

## Relato bíblico
A profecia da negação feita por Jesus na Última Ceia aparece em Mateus 26:33–35, Marcos 14:29–31, Lucas 22:33–34 e João 13:36–38.
De acordo com Mateus:
| “ | «Disse-lhe Pedro: Ainda que sejas para todos uma pedra de tropeço, nunca o serás para mim. Declarou-lhe Jesus: Em verdade te digo que esta noite, antes de cantar o galo, três vezes me negarás. Replicou-lhe Pedro: Ainda que me seja necessário morrer contigo, de nenhum modo te negarei. Todos os discípulos disseram o mesmo.» (Mateus 26:33–35) | ” |

Na mesma noite, Jesus foi preso. A primeira negação, para uma criada do sumo-sacerdote, foi relatada por Lucas assim:
| “ | «Prendendo-o, eles o levaram e introduziram na casa do sumo sacerdote; e Pedro ia seguindo de longe. Eles, tendo-se acendido fogo no meio do pátio, sentaram-se, e Pedro sentou-se no meio deles. Uma criada, vendo-o sentado ao lume, o encarou e disse: Este também estava com ele. Mas Pedro negou, dizendo: Não o conheço, mulher.» (Lucas 22:54–57) | ” |

A segunda negação, para a mesma criada, foi relatada por Marcos:
| “ | «e vendo-o a criada, tornou a dizer aos que ali estavam: Este é um deles. Mas de novo o negou.» (Marcos 14:69–70) | ” |

A terceira, agora para diversas pessoas, é mais enfática, pois acaba praguejando e jurando em falso. Em Mateus:
| “ | «Logo depois se aproximaram de Pedro os que ali estavam e disseram-lhe: Também tu és certamente um deles, pois até a tua fala o revela. Então começou a praguejar e a jurar: Não conheço esse homem.» (Mateus 26:73–75) | ” |

Após esta derradeira negação, Jesus se vira para Pedro e ele relembra da profecia e se arrepende. De acordo com Lucas:
| “ | «Logo, estando ele ainda a falar, cantou o galo. Virando-se o Senhor, olhou para Pedro. Pedro lembrou-se da palavra do Senhor, como lhe havia dito: Hoje antes de cantar o galo, três vezes me negarás. E saindo para fora, chorou amargamente.» (Lucas 22:60–62) | ” |

Após a ressurreição de Jesus, João 21:15-17 narra como Jesus perguntou a Pedro por três vezes se ele O amava, reabilitando-o após ele ter se arrependido.

## Contexto e tradições

### Contexto

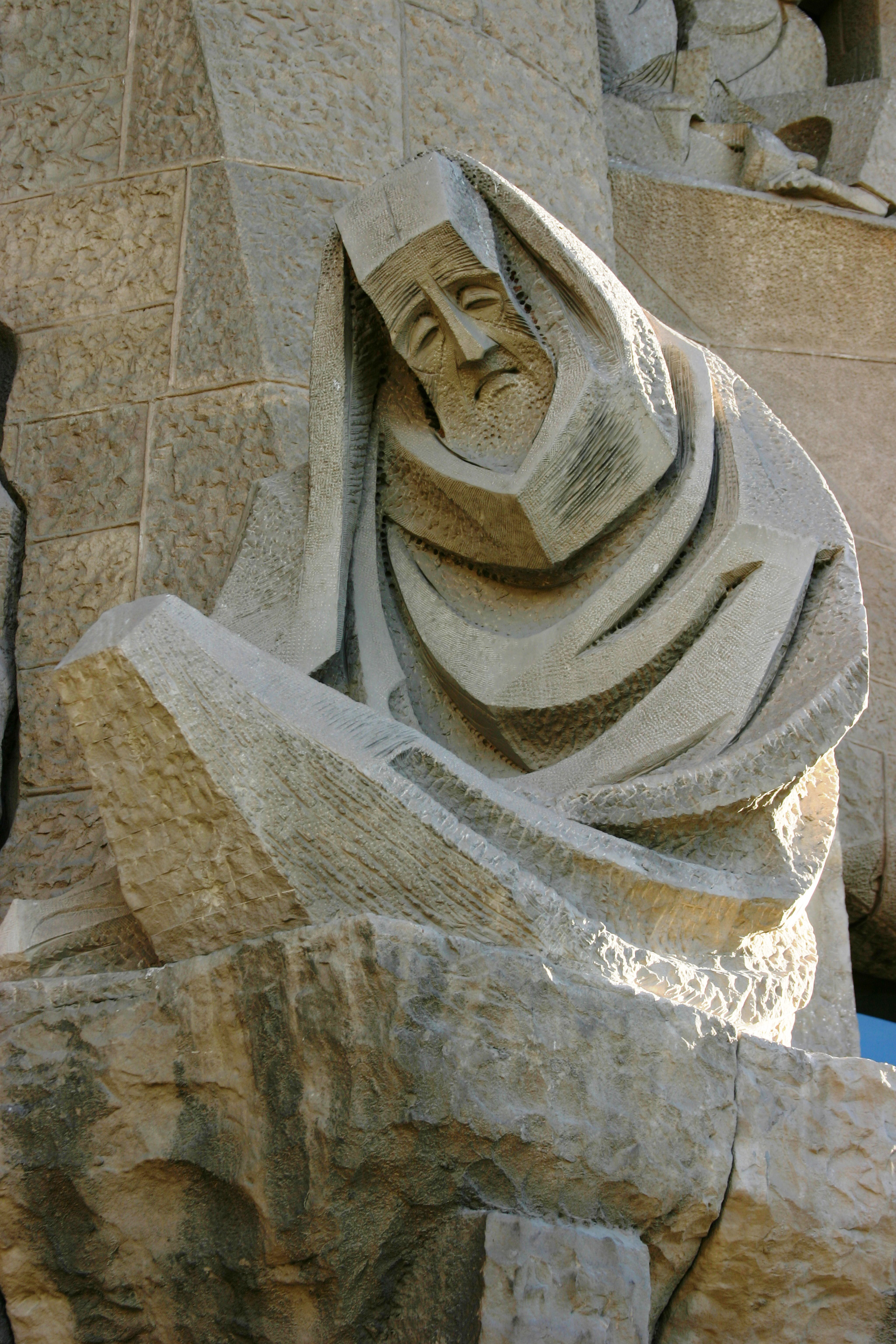
Arrependimento de Pedro.
Escultura na Sagrada Família de Barcelona, na Espanha.

Durante grande parte do período de três anos que Jesus esteve pregando para seus discípulos e para o povo, ele foi observado, criticado e assediado por acadêmicos e sacerdotes judeus. Seus ensinamentos por vezes pareciam heréticos (perante o judaísmo) e suas ações, ao juntar um grande grupo de discípulos, podiam ser vistas com um viés político. A prisão e os julgamentos de Jesus foram o ápice desta antipatia.
Pedro foi um dos doze apóstolos que se aproximou mais de Jesus. Suas negações foram respostas às acusações de que ele estaria "com Jesus", o termo indicando o laço de mentoria. O Evangelho de Mateus afirma que Pedro negou Jesus "na frente de todos", tendo assim feito do público testemunhas. Por todo o seu evangelho, Mateus reforça a importância deste testemunho como um elemento essencial da relação entre o mestre e o discípulo, como em «Portanto todo aquele que me confessar diante dos homens, também eu o confessarei diante de meu Pai que está nos céus; mas aquele que me negar diante dos homens, também eu o negarei diante de meu Pai que está nos céus.» (Mateus 10:32–33) A negação de Pedro estaria então em conflito direto com a sua condição de discípulo na visão deste evangelista.
As descrições da Negação de Pedro no Novo Testamento retratam bem o drama do incidente. Os antagonistas de Pedro na discussão progridem da criada sozinha para ela com um passante e terminam com a multidão toda acusando-o. Sua negação também progride de uma alegação de ignorância para uma negação com um juramento e termina com pragas e juramentos com a negação completa de que ele sequer conhecia Jesus. O canto do galo então traz a Pedro, agora em choque, a lembrança de que Jesus, seu mestre e mentor, havia predito suas três negações.
Este episódio tem sido visto como o incidente que lança luz sobre o papel singular de Pedro e o coloca à parte dos demais apóstolos, exatamente como em Marcos 16:7, onde o anjo pede às mulheres que "Mas ide dizer a seus discípulos e a Pedro que ele vai adiante de vós para a Galileia" após a ressurreição de Jesus. Neste episódio, e também em outros no Evangelho de Marcos, Pedro age como o foco dos apóstolos e uma imagem cristológica essencial se apresenta: as negações de Pedro contrastam com as francas confissões de Jesus no julgamento pelo Sinédrio, demonstrando a sua fidelidade como profeta, Filho de Deus e Messias.

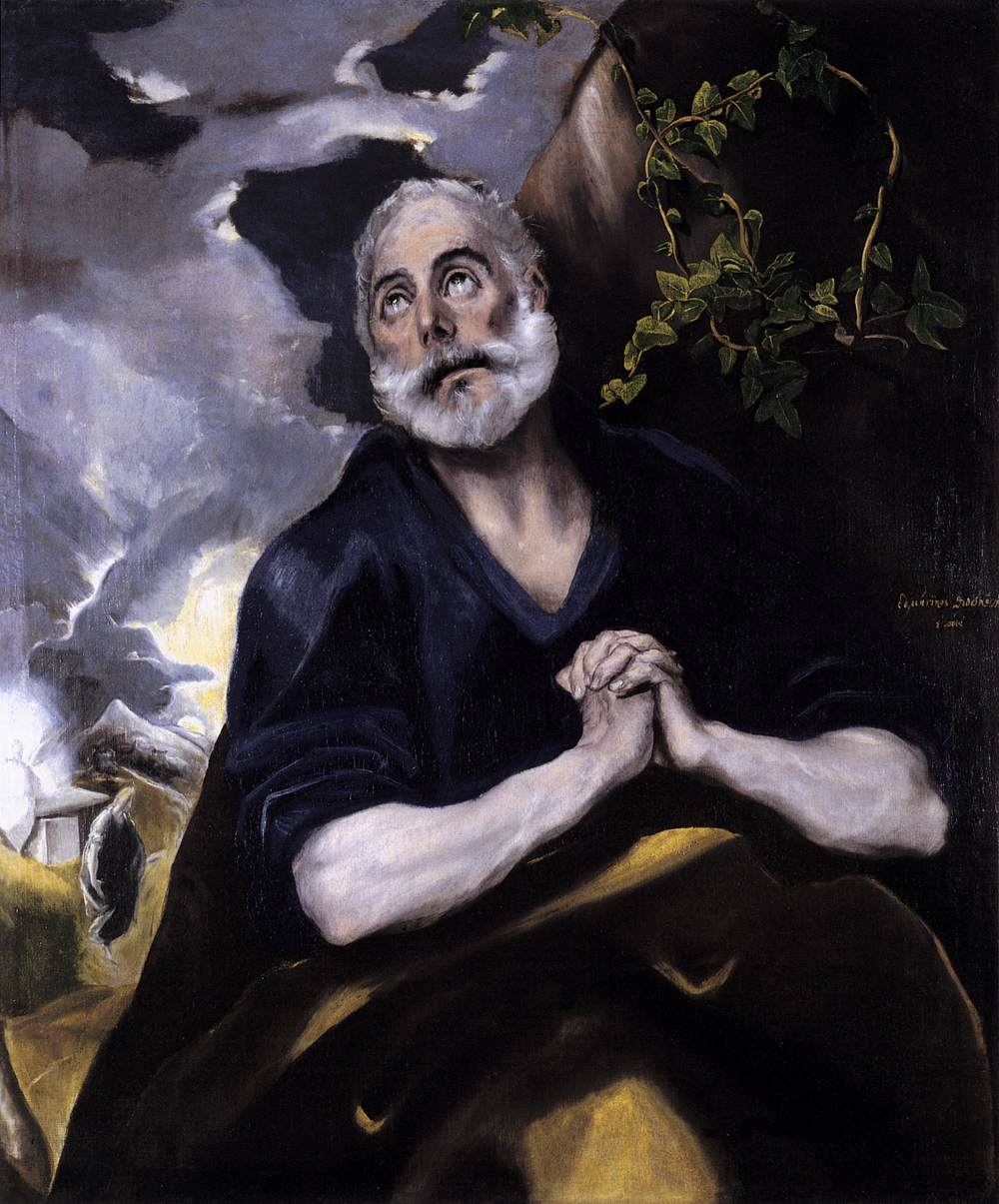
As Lágrimas de Pedro.
Década de 1650. Por El Greco, atualmente no Bowes Museum, em Teesdale, no Condado de Durham, na Inglaterra.

A negação tripla de Pedro ecoa novamente em sua tripla recusa em comer os animais quando ele teve a visão de um cordeiro com os animais em Atos 10:9–16.

### Tradições
Com relação às lágrimas derramadas por Pedro quando ele se arrependeu e no contexto do sacramento da confissão, Ambrósio de Milão disse "na Igreja, há água e lágrimas: a água do batismo e as lágrimas do arrependimento". Tradicionalmente, "lágrimas de arrependimento", como as derramadas por Pedro, se tornaram um símbolo tanto do luto quando do consolo: um sinal do arrependimento dos pecados de outrora e da busca por perdão.
No Caminho Escritural para a Cruz introduzido em 1991 pelo papa João Paulo II como uma versão das Estações da Cruz com o objetivo de ser percorrido na Sexta-Feira Santa no Coliseu de Roma, traz a "Negação de Pedro".
Durante a Semana Santa em Jerusalém, vigílias por vezes para no local tradicionalmente considerado como aquele onde se deu o "Arrependimento de Pedro", próximo à casa do sumo-sacerdote Caifás.

## Arte cristã
Os episódios da negação e do arrependimento tem sido o tema de inúmeras obras de arte durante os séculos, em diversos meios e métodos, partindo dos mosaicos do século VI na Basílica de Sant'Apollinare Nuovo até os ícones russos e pinturas a óleo de muitos grandes mestres. O assunto também aparece por vezes nos ciclos da "Vida de Jesus" ou da "Paixão", geralmente como a única imagem onde não aparece a figura de Jesus.
Na pintura de Rembrandt, atualmente no Rijksmuseum de Amsterdã, ele apresenta a criada que reconhece Pedro com uma vela iluminando a face de Pedro. Dois soldados olham desconfiados conforme Pedro fala e Jesus aparece ao fundo, com as mãos atadas nas costas, virando-se para olhar para o apóstolo. Pedro desvia o olhar e gesticula com sua mão esquerda, mas sua expressão não demonstra uma atitude de desafio.
A Negação de Pedro de Caravaggio está atualmente no Metropolitan Museum of Art de Nova Iorque. O autor George Weatherhead admira nesta obra a forma como Pedro exibe uma fraca trepidação em sua expressão insegura, consciente da indigna falsidade do que está dizendo. Seus lábios tremem e seus olhos buscam — sem encontrar — a firmeza da verdade. Nesta pintura, Caravaggio retratou a criada utilizando-se da mesma cabeça de mulher que ele havia utilizado em sua pintura da Decapitação de São João Batista.
O "Arrependimento de Pedro" é muito raro antes da Contrarreforma católica, quando o tema se tornou popular como uma reafirmação do sacramento da Confissão, alvo de ataques protestantes, principalmente depois da publicação de um livro muito influente do doutor da Igreja Roberto Belarmino (1542-1621). A imagem tipicamente mostra Pedro às lágrimas, num retrato de meio-corpo, sem nenhuma outra figura presente e com as mãos juntas à direita. Às vezes, o galo aparece ao fundo. Maria Madalena arrependida, outra imagem do livro de Belarmino, é também por vezes retratada junto com Pedro.

## Galeria

Imagens da igreja
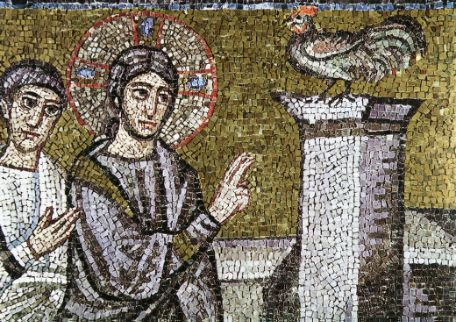
Século VI. Mosaico na Basílica de Santo Apolinário Novo, em Ravena, Itália.
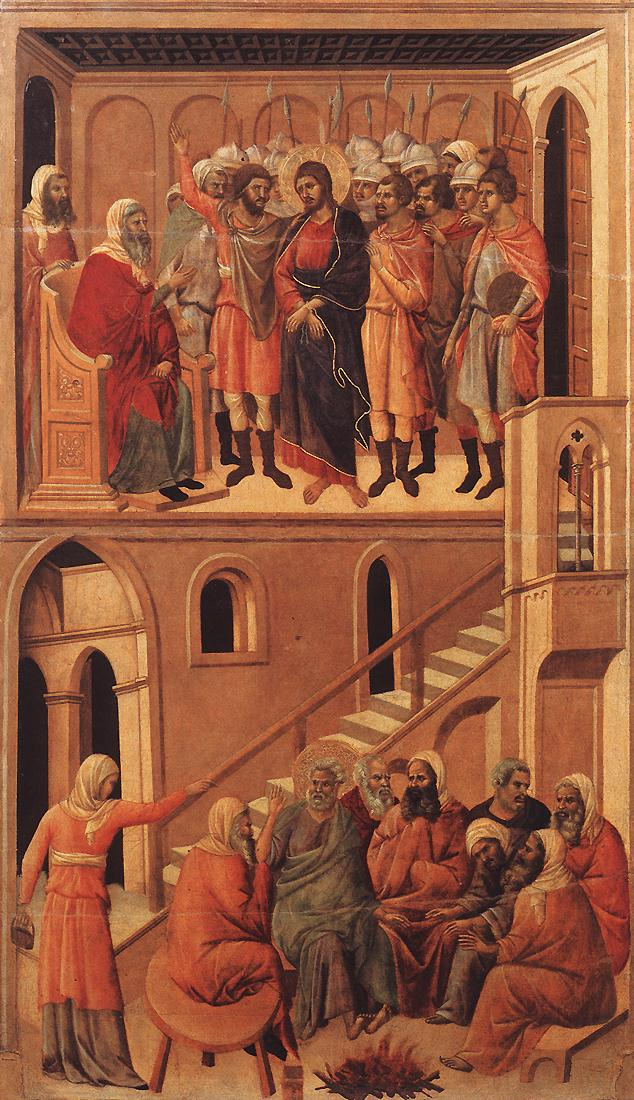
Entre 1308-1310. Por Duccio di Buoninsegna, atualmente no Museu do Duomo di Siena, na Itália.
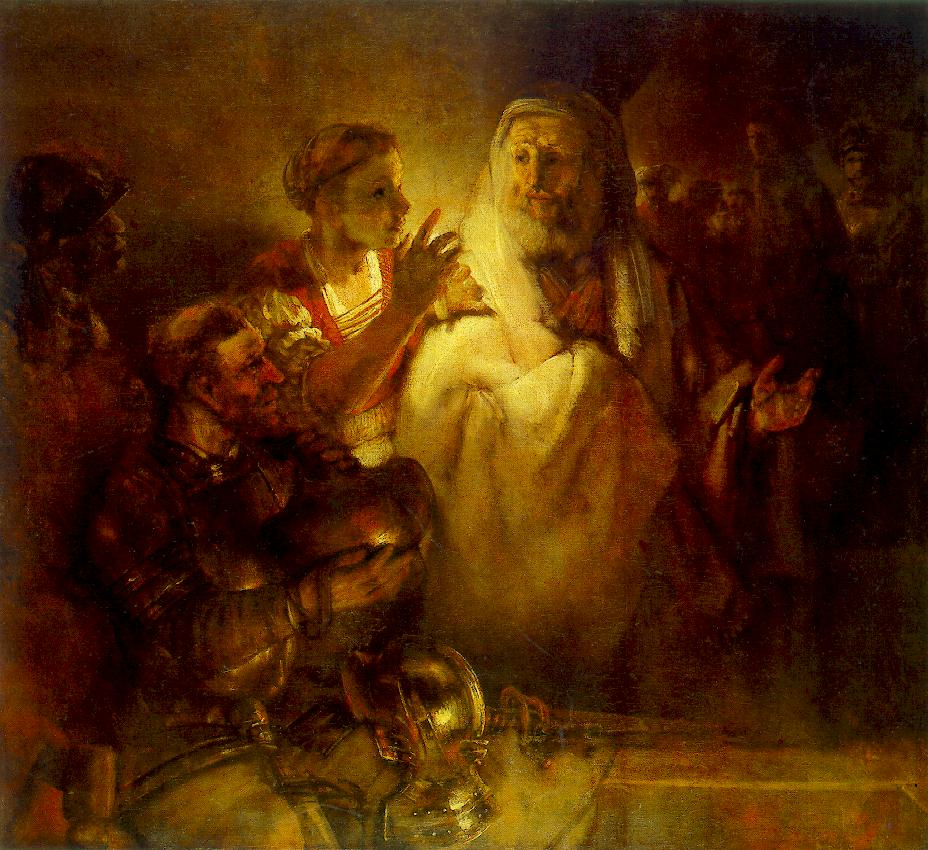
1660. Por Rembrandt, atualmente no Rijksmuseum de Amsterdã.
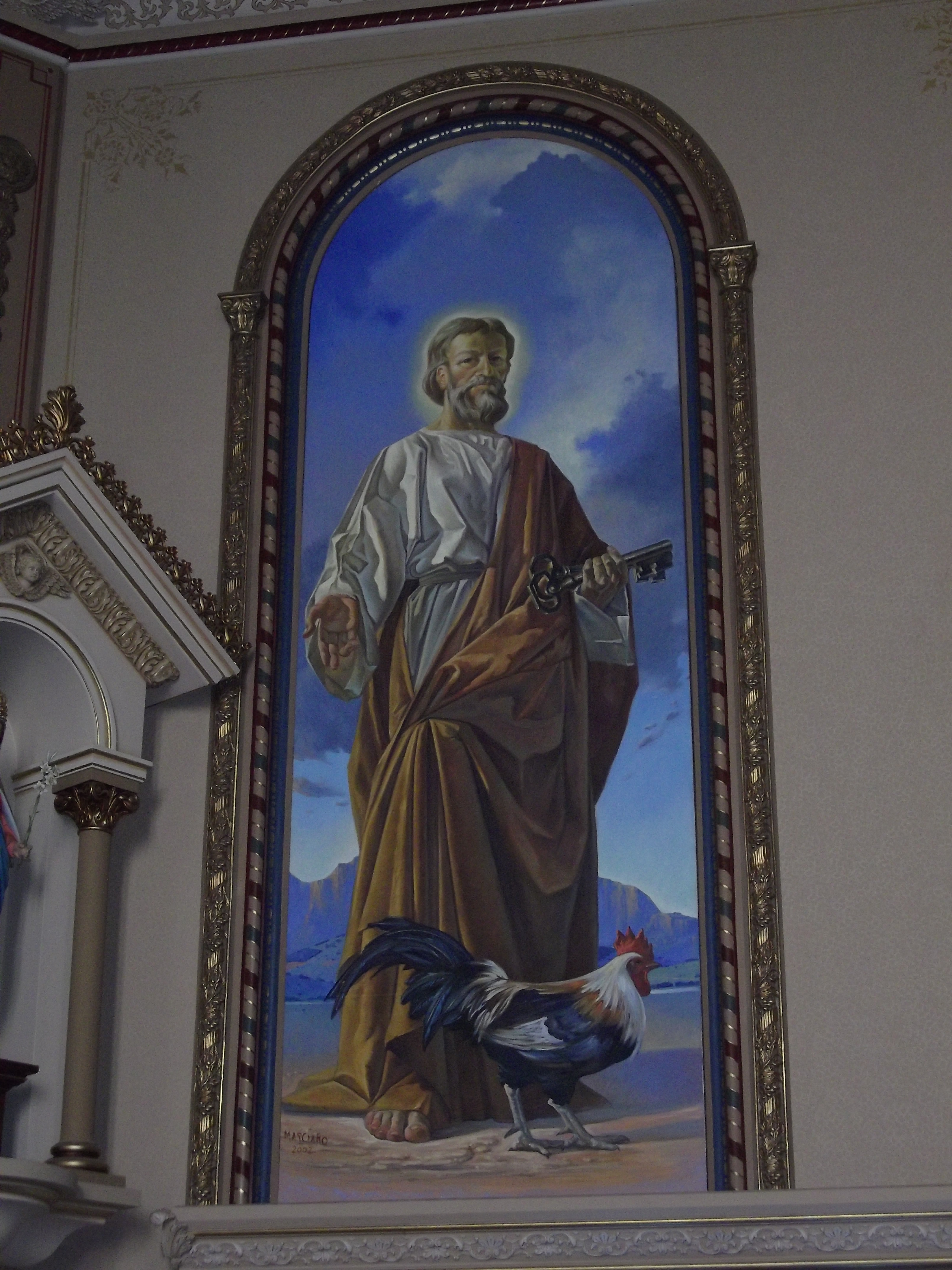
Afresco de São Pedro e o galo na Igreja de São Rafael em Porto Alegre.
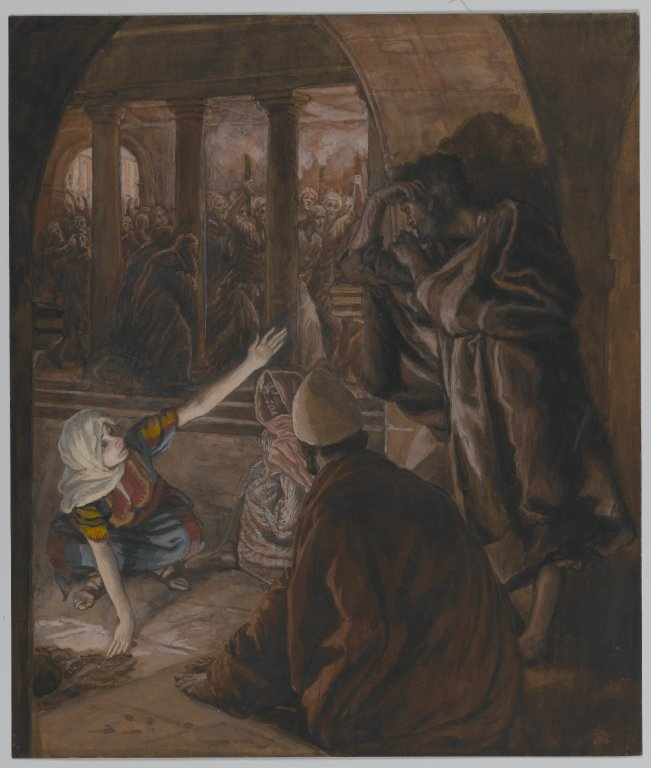
Entre 1886-1890. Por James Tissot, atualmente no Brooklyn Museum, em Nova Iorque.